# Maximilien Luce
Maximilien Luce (ur. 13 marca 1858 w Paryżu, zm. 6 lutego 1941 tamże) – francuski malarz, grafik i anarchista.

## Życiorys i twórczość
Urodził się w ubogiej rodzinie żyjącej w robotniczej dzielnicy Paryża Montparnasse. Początkowo uczył się rzeźbienia w drewnie i grawerowania, uczęszczał też na kursy wieczorowe. W 1877 rytownik Eugène Froment zabrał go na dwa lata do Londynu. Po powrocie do Francji odbył obowiązkową, czteroletnią służbę wojskową. W czasie jej trwania i później studiował malarstwo w Académie Suisse i pracowni Carolus-Durana w Ecole des Beaux-Arts. W tym czasie zaprzyjaźnił się Camillem Pissarrem i całkowicie poświęcił się malarstwu. Pod wpływem przyjaciela i takich twórców jak Georges Seurat i Paul Signac przyjął metodę dywizjonizmu i zaczął tworzyć pointylistyczne pejzaże.
W młodości artysta był anarchistą, w 1894 został aresztowany i oskarżony w tzw. Procesie trzydziestu, jednak po kilku miesiącach uwolniono go od zarzutów. Pobyt w więzieniu, oraz wyjazd w 1897 do Charleroi, belgijskiego ośrodka przemysłowego spowodowały, że malarz zaczął przedstawiać sceny z życia prostych ludzi, najczęściej podczas pracy. Po 1905 roku Luce poruszał tematykę rewolucyjną, a po 1914 wojenną. Jego styl stopniowo ewoluował w kierunku zbliżonym do klasycznego impresjonizmu, malarz koncentrował się na subtelnych efektach świetlnych, a jego prace pomimo surowej tematyki cechował swoisty liryzm.
Maximilien Luce od 1888 był członkiem Société des Artistes Indépendants, w 1934, po rezygnacji Paula Signaca został prezesem stowarzyszenia. Oprócz malarstwa zajmował się również grafiką, tworzył litografie i akwaforty. Od 1893 był żonaty z Ambroisine Bouin, para miała dwóch synów.

## Galeria

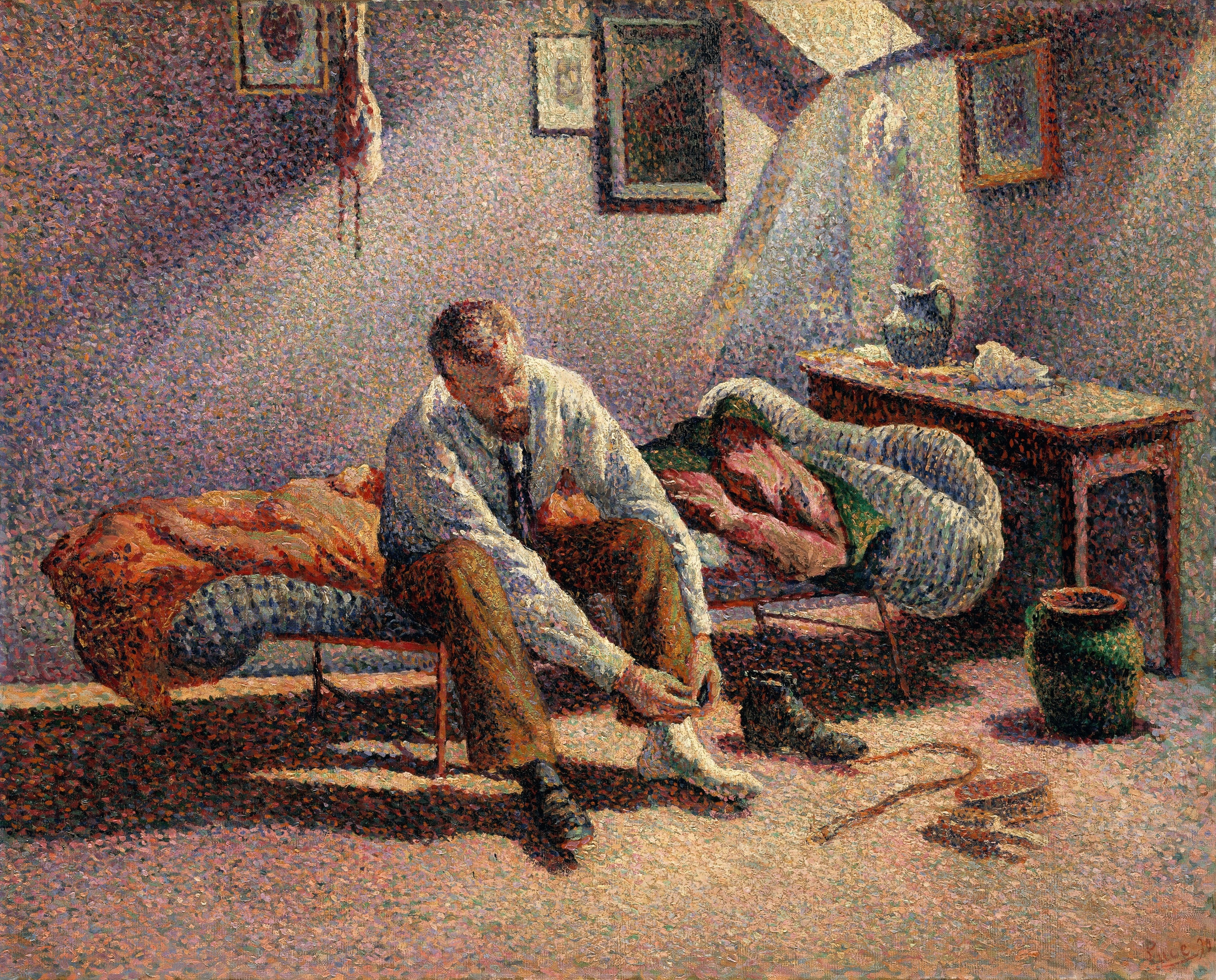
Poranek, 1890, Metropolitan Museum of Art
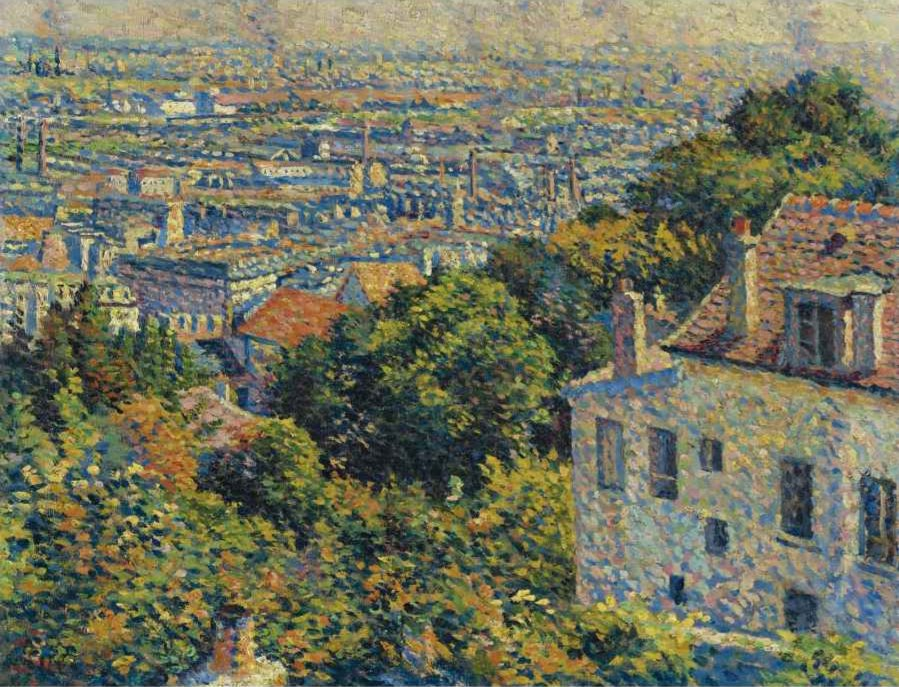
Montmartre, ok. 1900
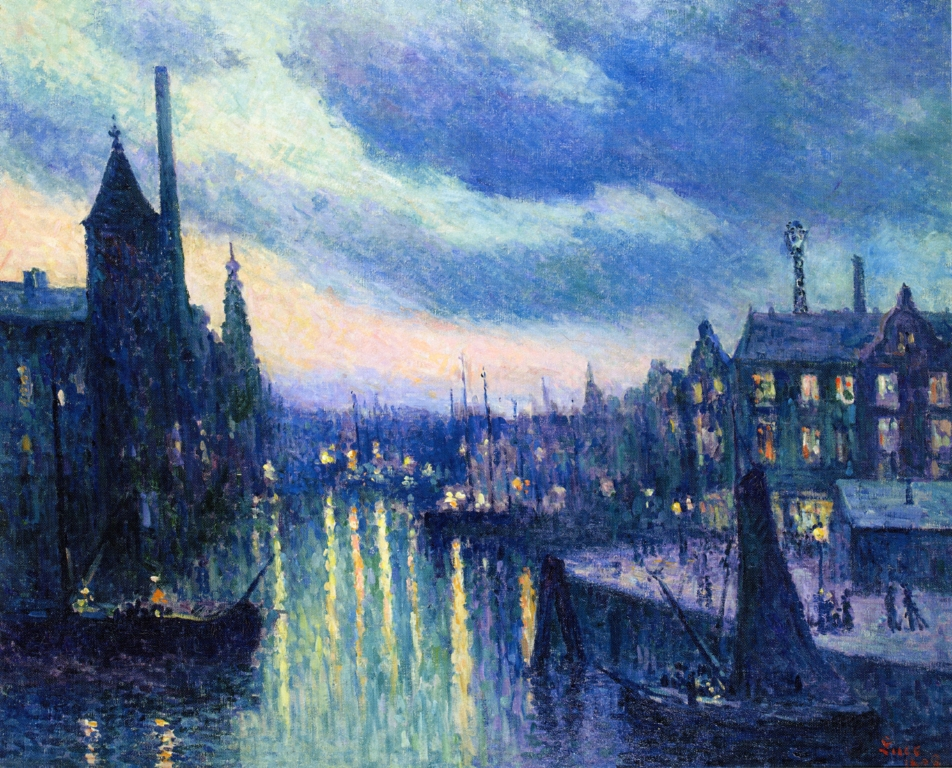
Port w Rotterdamie wieczorem, 1908, kolekcja prywatna
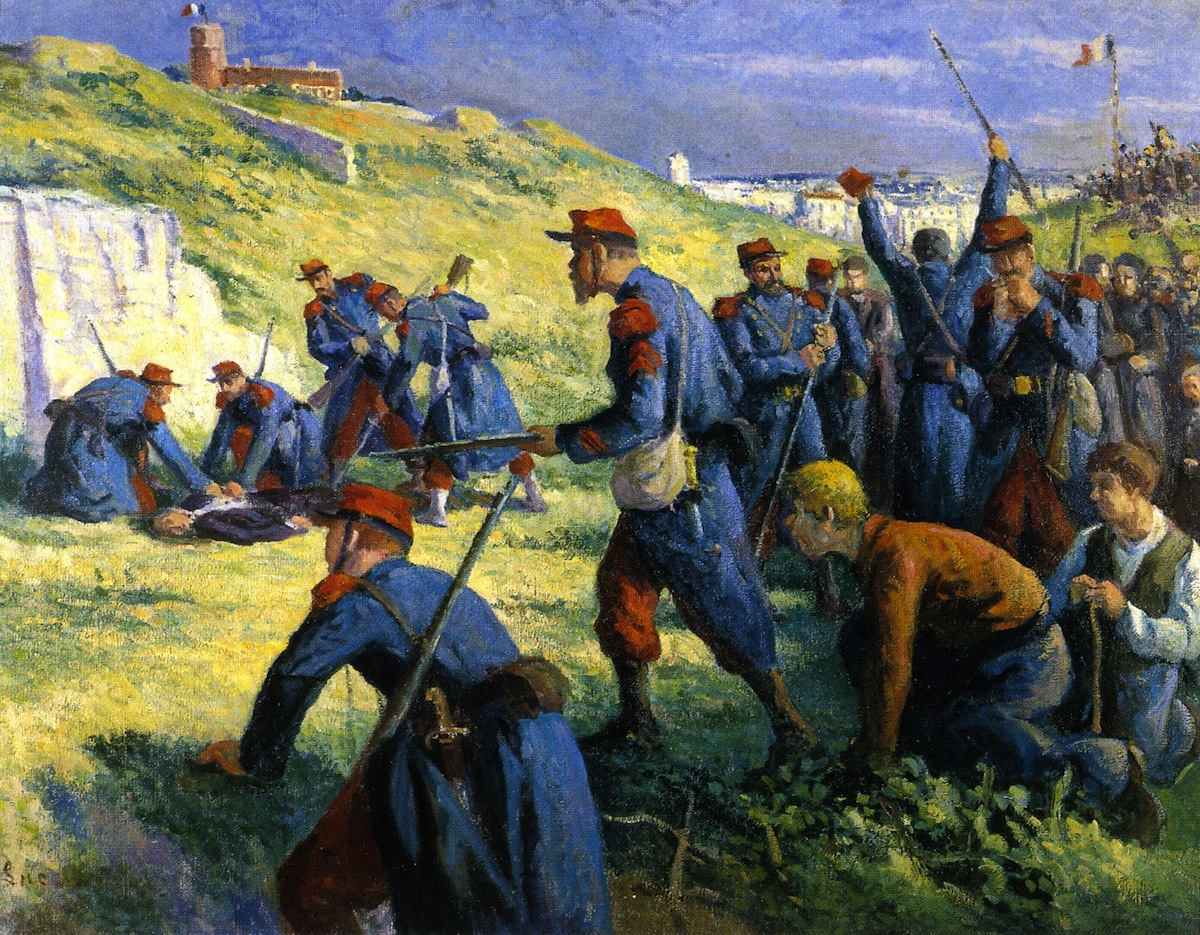
Egzekucja w Varlin, po 1914, Musée de l'Hôtel-Dieu